# Stasys-Šimkus-Konservatorium Klaipėda
Das Stasys-Šimkus-Konservatorium Klaipėda ist eine Musikschule (ein Konservatorium) und ein Musikgymnasium (mit Abiturabschluss) in der Hafenstadt Klaipėda, der drittgrößten Stadt Litauens.

## Geschichte
Am 30. September 1923 wurde das Konservatorium auf Initiative des Komponisten Stasys Šimkus eröffnet. Es gab Abteilungen für Klavier und Orgel, Streichinstrumente, Blasinstrumente und Komposition (Spezialtheorie).
1924 wurde die Abteilung für Orchester eingerichtet und ein Sinfonieorchester gegründet.
Januar 1925 wurde die Schule verstaatlicht und im Mai fand das erste Orchesterkonzert statt.
1927 wurde die Pädagogische Abteilung eingerichtet. Hier wurden die Musiklehrer vorbereitet. 1948 wurde die siebenjährige Kindermusikschule am Konservatorium eröffnet.
1951 wurde die Abteilung für allgemeine Bildung und 1952 Abteilung für Volksinstrumente eingerichtet.
1959 wurde die Schule zum Musiktechnikum. 1969 wurde es zur höheren Schule. 1981 wurde an der Schule die Kunstmittelschule Klaipėda (jetzt E. Balsys-Kunstgymnasium) geöffnet.

## Direktor
- Stasys Šimkus (1923–1927 und 1928–1930)
- Juozas Žilevičius (1927–1928)
- Ignas Prielgauskas (1930–1937)
- Juozas Karosas (1937–1939, 1945–1946, 1947–1953)
- Klemensas Griauzdė (1946–1947)
- Leonardas Staneika (1953–1957)
- Aleksandras Buzys (1957–1958)
- Vaclovas Šerkšnas (1958–1962)
- Teresė Beinoraitė (1962–1963)
- Heincas Kybelka (1963–1966)
- Jonas Kasnauskas (1966–1992)
- Biruta Vaišienė (1992–2005)
- Loreta Jonavičienė (seit 2005)

## Absolventen
- Asta Baukutė (* 1967), Schauspielerin und ehemalige Politikerin, Mitglied des Seimas